# 光世証券
光世証券株式会社（こうせいしょうけん、The Kosei Securities Co., Ltd）は、大阪市中央区北浜に本店を置く証券会社。

## 概要
大阪証券取引所のナスダック・ジャパンやヘラクレス（現・ジャスダック市場）創設等に尽力した大証初代理事長・巽悟朗により設立。光世の名前は、聖書マタイによる「地の塩、世の光」から取った。保守的富裕層に営業基盤を置く。1998年（平成10年）に名古屋支店を本店に統合し、東京都及び大阪府の2店舗体制となる。自己売買（ディーリング）業務を重視し、トレーディング損益が収益の大宗を占める。また、ウィズ・パートナーズやユナイテッド・マネージャーズ・ジャパン（UMJ）を始めとしたヘッジファンド、オルタナティブ投資等も扱う。大阪取引所の上場デリバティブ全商品をインターネット及び対面の双方で取扱う。

## 沿革
- 1961年4月 - 設立。
- 1968年4月 - 免許制施行で大蔵大臣から第1号、第2号、第4号免許を受ける。
- 1971年10月 - 大阪証券取引所正会員に加入。
- 1973年6月 - 広興証券株式会社を吸収合併。
- 1977年6月 - 大蔵大臣から第3号免許を受ける。
- 1978年3月 - 大蔵省から公社債の払込金の受入及び元利金支払の代理業務の承認を受ける。
- 1981年
  - 10月 - 東京証券取引所正会員に加入。
  - 11月 - 大蔵省から株式事務の取次ぎ業務の承認を受ける。
- 1983年
  - 1月 - 大蔵省から証券投資信託受益証券の収益金、償還金および一部解約金支払の代理業務の承認を受ける。
  - 1月 - 大蔵省から累積投資業務にかかる代理業務の承認を受ける。
  - 6月 - 大蔵省から保護預り公共債を担保として金銭を貸し付ける業務の承認を受ける。
- 1985年
  - 5月 - 大蔵省から有価証券に関する常任代理業務の承認を受ける。
  - 5月 - 大蔵省から譲渡性預金の売買、売買の媒介、取次ぎおよび代理業務の承認を受ける。
- 1986年3月 - 大蔵省から円建銀行引受手形の売買、売買の媒介、取次ぎおよび代理業務の承認を受ける。
- 1987年
  - 2月 - 光世投資顧問が大蔵省へ登録。
  - 4月 - 日本銀行と当座預金取引および当座勘定付替取扱いを開始。
- 1988年
  - 2月 - 日本銀行と国債元利金支払取扱店事務を開始。
  - 5月 - 大阪証券取引所市場第二部特別指定銘柄に上場。
- 1990年9月 - 大阪証券取引所市場第一部に上場。
- 1991年2月 - 東京証券取引所市場第一部に上場。
- 1997年10月 - 大蔵省から金銭の相互支払に関する取引業務の承認を受ける。
- 1998年
  - 2月 - 日本銀行から国債元利金支払取扱店の承認を受ける。
  - 9月 - 名古屋支店を本店に統合し、国内2店舗となる。
  - 11月 - 大蔵省から抵当証券の販売の仲介および保管業務の承認を受ける。
  - 12月 - 登録制への移行により、内閣総理大臣から登録を受ける。
  - 12月 - 証券投資者保護基金（現・日本投資者保護基金）に加入。
- 1989年4月 - 金融先物取引所会員として加入。
- 1990年7月 - 大蔵省から金地金売買の代理業務の兼業承認。
- 1999年10月 - 東京都中央区日本橋兜町に東京支店を移転し、同月より営業を開始する。
- 2001年5月 - 大阪市中央区北浜に本店を移転し、同月より営業を開始する。
- 2007年9月 - 金融商品取引法施行に伴う金融商品取引業のみなし登録を受ける。
  - - 金融商品取引法施行に伴う第一種金融商品取引業登録
- 2009年 - 第二種金融商品取引業（取引所FX取引）登録 。
- 2011年 - 東京証券取引所デリバティブ全商品インターネット取引開始。
- 2014年
  - 4月 - 証券基幹系システム（KICS）を、クラウド環境ベースで提供開始。大阪取引所デリバティブ（先物・オプション）全商品のインターネット取引を開始する。
- 2016年
  - 7月 - 大証次期デリバティブ売買システム稼働に伴い、東証マザーズ指数先物、台湾加権指数先物、FTSE中国50先物、JPX日経400オプションの取扱いを開始。
- 2017年
  - 7月 - 独立系FPの株式会社ノースアイランド（関東財務局長（金中）第71号）と金融商品仲介業者契約を締結[3]。
  - 10月 - 自動家計簿アプリ「マネーフォワード」との連携を開始。
- 2020年
  - 7月 - 東京商品取引所から大阪取引所へ商品先物市場が移管されるに当たり、金先物取引の取扱を開始。